# Islandia na Letnich Igrzyskach Olimpijskich 1964
Letnie Igrzyska Olimpijskie 1964 były ósmymi w historii Islandii igrzyskami olimpijskimi. Żadnemu zawodnikowi nie udało się zdobyć medalu.

## Skład reprezentacji

### Lekkoatletyka

#### Mężczyźni

##### Konkurencje techniczne
| Zawodnik     | Konkurencja | Eliminacje | Eliminacje | Finał | Finał   | Źródło |
| Zawodnik     | Konkurencja | Wynik      | Pozycja    | Wynik | Pozycja | Źródło |
| ------------ | ----------- | ---------- | ---------- | ----- | ------- | ------ |
| Jón Ólafsson | Skok wzwyż  | 2 m        | 25.        | NQ    | NQ      | [ 2 ]  |

##### Wieloboje
| Zawodnik            | Konkurencja   |          | 100 m   | Skok w dal | Kula    | Skok wzwyż | 400 m   | 110 m ppł. | Dysk    | Tyczka  | Oszczep | 1500 m  | Wynik końcowy | Źródło |
| ------------------- | ------------- | -------- | ------- | ---------- | ------- | ---------- | ------- | ---------- | ------- | ------- | ------- | ------- | ------------- | ------ |
| Valbjörn Þorláksson | Dziesięciobój | Rezultat | 11.1    | 6,43 m     | 13,10 m | 1,81 m     | 50.1    | 15.6       | 39,70 m | 4,40 m  | 56,19 m | 5:00.6  | 12.           | [ 3 ]  |
| Valbjörn Þorláksson | Dziesięciobój | Punkty   | 780 pkt | 699 pkt    | 671 pkt | 689 pkt    | 801 pkt | 787 pkt    | 680 pkt | 909 pkt | 714 pkt | 405 pkt | 7135 pkt      | [ 3 ]  |

### Pływanie

#### Mężczyźni
| Zawodnik           | Konkurencja           | Eliminacje | Eliminacje | Półfinały   | Półfinały   | Finał | Finał   | Źródło |
| Zawodnik           | Konkurencja           | Czas       | Pozycja    | Czas        | Pozycja     | Czas  | Pozycja | Źródło |
| ------------------ | --------------------- | ---------- | ---------- | ----------- | ----------- | ----- | ------- | ------ |
| Gudmunður Gíslason | 100 m stylem dowolnym | 59.0       | 8.         | NQ          | NQ          | NQ    | NQ      | [ 4 ]  |
| Gudmunður Gíslason | 400 m stylem zmiennym | 5:15.5     | 5.         | Nie dotyczy | Nie dotyczy | NQ    | NQ      | [ 4 ]  |

##### Kobiety
| Zawodnik                   | Konkurencja           | Eliminacje | Eliminacje | Półfinały | Półfinały | Finał | Finał   | Źródło |
| Zawodnik                   | Konkurencja           | Czas       | Pozycja    | Czas      | Pozycja   | Czas  | Pozycja | Źródło |
| -------------------------- | --------------------- | ---------- | ---------- | --------- | --------- | ----- | ------- | ------ |
| Hrafnhildur Guðmundsdóttir | 100 m stylem dowolnym | 1:06.4     | 7.         | NQ        | NQ        | NQ    | NQ      | [ 5 ]  |